# Spirit
Spirit (uradna oznaka: MER-A) je prvo izmed dveh robotskih vozil v vesoljski odpravi Mars Exploration Rover. Na Mars je uspešno pristal 4. januarja 2004 ob 04:35 po UTC v kraterju Gusev približno 10 kilometrov stran od načrtovane točke za pristanek. Po načrtu naj bi deloval 90 marsovskih dni (približno 92 zemeljskih), vendar je uspešno prestal zimo na Marsu ko njegove sončne celice zberejo premalo sončne energije za normalno delovanje raziskovalne opreme in vožnjo. Situacijo so dodatno poslabšali peščeni viharji na Marsu, ki so prekrili sončne celice s peskom, a jih je vsakič delno očistil veter.
Od takrat je Spirit deloval več kot 6 let. V tem času se je ukvarjal predvsem z zbiranjem in analizo vzorcev kamnin s površja ter fotografiranjem okolice. Prevozil je skoraj 8 km.
1. maja 2009 se je med vožnjo zagozdil v sipek pesek na zahodnem pobočju kraterja. Kljub poskusom reševanja je Spirit, ki mu delujejo samo še štiri kolesa od šestih, ostal ujet. Pri Nasi so se zato v začetku leta 2010 odločili, da bo vozilo ostalo tam in se preusmerilo v raziskave, ki zahtevajo nepremično platformo.
Po enem letu neuspešnih poskusov vzpostavitve ponovnega stika s Spiritom, so s 25. majem 2011 opustili vse nadaljnje poskuse komuniciranja. Misija se je tako končala po šestih letih, dveh mesecih in 19 dneh, kar je več kot petindvajsetkrat dlje od prvotno načrtovanega trajanja.